# Gilmore Girls
Gilmore Girls er en amerikansk tv-serie, der fortæller historien om Lorelai Gilmore og hendes datter Rory. Sammen gennemgår de en masse sjove oplevelser. Serien byder dog ikke kun på sjov og ballade, men også splid, kærlighed, dramatik og meget andet.

## Skuespillere

### Hoved cast
| Skuespiller      | Rolle              | Sæsoner                                |
| ---------------- | ------------------ | -------------------------------------- |
| Lauren Graham    | Lorelai Gilmore    | Alle                                   |
| Alexis Bledel    | Rory Gilmore       | Alle                                   |
| Scott Patterson  | Luke Danes         | Alle                                   |
| Kelly Bishop     | Emily Gilmore      | Alle                                   |
| Edward Herrmann  | Richard Gilmore    | Alle                                   |
| Keiko Agena      | Lane Kim           | Alle                                   |
| Melissa McCarthy | Sookie St. James   | Alle                                   |
| Yanic Truesdale  | Michel Gerard      | Alle                                   |
| Jackson Douglas  | Jackson Belleville | Alle                                   |
| Emily Kuroda     | Mrs. Kim           | Alle                                   |
| Sean Gunn*       | Kirk Gleason       | 1-2 (tilbagevendende) ; 3-7 (regulær)  |
| Liza Weil        | Paris Geller       | 1 (tilbagevendende) ; 2-7 (regulær)    |
| Matt Czuchry     | Logan Huntzberger  | 5 (tilbagevendende); 6-7 (regulær)     |
| Jared Padalecki  | Dean Forester      | 1,4,5 (tilbagevendende); 2-3 (regulær) |
| Milo Ventimiglia | Jess Mariano       | 2-3 (regulær); 4,6 (tilbagevendende)   |

* I sæson 1 episode 2 (The Lorelais' First Day at Chilton), Spiller Sean Gunn en figur der hedder "Mick", og arbejder for kabel-tv selskabet. Mick dukker ikke op igen da Sean Gunn i mellemtiden havde fået rollen som Kirk.

### Tilbagevendende
| Skuespiller          | Rolle                 | Sæsoner  |
| -------------------- | --------------------- | -------- |
| David Sutcliffe      | Christopher Hayden    | 1-3, 5-7 |
| Sebastian Bach       | Gil                   | 4-7      |
| Adam Brody           | Dave Rygalski         | 3        |
| John Cabrera         | Brian Fuller          | 3-7      |
| Scott Cohen          | Max Medina            | 1-3      |
| Gregg Henry          | Mitchum Huntzberger   | 5-7      |
| Shelly Cole          | Madeline Lynn         | 1-4      |
| Todd Lowe            | Zach Van Gerbig       | 3-7      |
| Vanessa Marano       | April Nardini         | 6 & 7    |
| Sherilyn Fenn        | Anna Nardini & Sascha | 3, 6 & 7 |
| Chad Michael Murray  | Tristin Dugray        | 1 & 2    |
| Teal Redmann         | Louise Grant          | 1-4      |
| Grant-Lee Phillips   | Troubadour/Grant      | Alle     |
| Danny Strong         | Doyle McMaster        | 4-7      |
| Sally Struthers      | Babette Dell          | Alle     |
| Liz Torres           | Miss Patty            | Alle     |
| Wayne Wilcox         | Marty                 | 4-5,7    |
| Kathleen Wilhoite    | Liz Danes             | 4-7      |
| Michael DeLuise      | T.J.                  | 4-7      |
| Michael Winters      | Taylor Doose          | Alle     |
| Scout Taylor-Compton | Clara Forester        | 1-3,5    |
| Chris Eigeman        | Jason Stiles          | 4        |
| ????                 | Gigi                  | ?????    |

## Gilmore Girls på tv og dvd
Der er 7 sæsoner af Gilmore Girls, De er alle er blevet vist på dansk tv. Kanal 4 genudsender alle 7 sæsoner og er i gang med 7. sæson. Alle 7 sæsoner er kommet på dvd, hvor hver sæson er udgivet i en box på 6 dvd'er. På hver box er der udover afsnit også bl.a. fraklip, high lights og interview med skuespillerne og producerne
Der findes dog også en boks med alle sæsoner samlet i én.

## Musik
Intro sangen fra Gilmore Girls er sunget af Carole King og Louise Goffin, og har titlen Where You Lead.